# Diplacodes ramburii
Diplacodes ramburii är en trollsländeart som beskrevs av Kirby 1890. Diplacodes ramburii ingår i släktet Diplacodes och familjen segeltrollsländor. Inga underarter finns listade i Catalogue of Life.